# Cantonul Bergues
Cantonul Bergues este un canton din arondismentul Dunkerque, departamentul Nord, regiunea Nord-Pas-de-Calais, Franța.

## Comune
- Armboutskappel (Armbouts-Cappel)
- Bieren (Bierne)
- Bissezele (Bissezeele)
- Eringem (Eringhem)
- Hooimille (Hoymille)
- Krochte (Crochte)
- Kwaadieper (Quaëdypre)
- Pitgam
- Sint-Winoksbergen (Bergues) (reședință)
- Soks (Socx)
- Stene (Steene)
- Westkappel (West-Cappel)
- Wilder ( Wylder)